# O zi grea la Black Rock
O zi grea la Black Rock (în engleză Bad Day at Black Rock) este un film neowestern american din 1955. Regizat de John Sturges⁠(d) în baza unui scenariu de Millard Kaufman⁠(d), îi are în rolurile principale pe Spencer Tracy și Robert Ryan. Anne Francis, Dean Jagger⁠(d), Walter Brennan, John Ericson⁠(d), Ernest Borgnine și Lee Marvin apar în roluri secundare. Povestea filmului se desfășoară în 1945 și este caracterizată de trăsături specifice genului anti-western. Aceasta prezintă sosirea unui străin mutilat (Tracy) într-o așezare izolată din deșertul californian și secretul neplăcut pe care comunitatea încearcă să i-l ascundă.
Filmul este bazat pe povestirea „Bad Time at Honda” publicată în The American Magazine⁠(d) în ianuarie 1947 de scriitorul Howard Breslin⁠(d). Filmările au început în iulie 1954, iar filmul a fost lansat la nivel național în ianuarie 1955. A avut succes la box office și a fost nominalizat la trei premii Oscar⁠(d) în 1956. În 2018, a fost selectat pentru conservare în Registrul Național de Film al Statelor Unite de către Biblioteca Congresului, fiind considerat „important din punct de vedere cultural, istoric sau estetic”.

## Rezumat
La sfârșitul anului 1945, veteranul de război John J. Macreedy coboară din tren în gara unei localități izolate din deșertul californian⁠(d) numite Black Rock. Locuitorii privesc cu suspiciune sosirea sa, deoarece este pentru prima dată în ultimii patru ani când trenul oprește acolo. Când Macreedy le mărturisește că încearcă să găsească un bărbat pe nume Komoko, o parte dintre locuitori devin ostili. Telegrafistul Hastings îi dezvăluie că nu există taxiuri, iar hotelierul Pete Wirth îi spune că nu au camere vacante. Mai târziu, Reno Smith îl informează că Komoko, un japonez-american, a fost închis în timpul celui de-Al Doilea Război Mondial⁠(d).
Macreedy îl vizitează pe șeriful local, Tim Horn, însă omul legii nu-l poate ajuta. Veterinarul și agentul de servicii funerare, Doc Velie, îl sfătuiește pe acesta să părăsească imediat orașul, dar în același timp îi dezvăluie că Komoko este mort. Închiriază în cele din urmă Jeepul lui Liz, sora lui Pete, și pleacă spre așezarea Adobe Flat; acolo descoperă o gospodărie arsă din temelii și flori sălbatice în apropierea sa. La întoarcere, Coley Trimble îl tamponează cu mașina în încercarea de a-l scoate de pe carosabil..Macreedy încearcă să părăsească orașul, dar Liz refuză să-i închirieze din nou mașina. Când Smith îl întreabă de lipsa brațului său stâng, acesta îi spune că l-a pierdut în timpul campaniei militare din Italia. De asemenea, menționează prezența florilor sălbatice aflate lângă casa lui Komoko și suspectează că acolo este îngropat un cadavru. Concomitent, Smith îi dezvăluie că îi urăște pe japonezi și că s-a prezentat la înrolare a doua zi după atacul de la Pearl Harbor, dar nu a reușit să treacă examenul fizic.
Macreedy încearcă să intre în contact cu poliția statală, dar Pete refuză să-i facă legătura. Doc Velie recunoaște că ceva groaznic s-a întâmplat acum patru ani, dar refuză să vorbească despre asta din cauza lui Smith. Acesta scrie o telegramă poliției statale și i-o înmânează lui Hastings. Un conflict are loc între acesta și Trimble la restaurant; deși are un singur braț, acesta îl învinge cu ușurință pe acesta cu ajutorul artelor marțiale. La hotel, Hastings îi oferă o bucată de hârtie lui Smith, dar Macreedy i-o smulge din mână și realizează că este telegrama sa. Când Horn încearcă să-l aresteze pentru încălcarea legii, Smith îi smulge insigna din piept și îl numește șerif pe Hector.
Mai târziu, Macreedy dezvăluie scopul prezenței sale în Black Rock: fiul lui Komoko s-a sacrificat pe câmpul de luptă pentru a-i salva viața și a sosit în localitate pentru a-i oferi medalia sa tatălui său. Macreedy află că bătrânul Komoko a închiriat niște terenuri agricole de la Smith, acesta din urmă fiind convins că nu există apă în zonă. Totuși, după săparea unei fântâni, bătrânul descoperă apă. Declarat inapt pentru înrolare, un Smith în stare de ebrietate și alți orășeni plănuiesc să-l sperie pe japonezul Komoko. Bătrânul se baricadează în locuință, iar orășenii turmentați o incendiază; când Komoko iese din locuință cuprins de flăcări, Smith îl împușcă mortal.
Macreedy decide să fugă din oraș după lăsarea întunericului. Odată descotorosiți de șeriful Hector, Liz îl scoate pe veteran din localitate, însă oprește mașina la Adobe Flat. Macreedy conștientizează repede că a căzut într-o ambuscadă. Acesta se ascunde în spatele Jeepului, iar Liz este împușcată mortal de Smith. Macreedy găsește o sticlă și o umble cu combustibil din rezervor pentru a crea un cocktail Molotov. Reușește să lovească o stângă din apropierea lui Smith, iar acesta este cuprins de flăcări. Macreedy revine în oraș cu cadavrele celor doi. Poliția statală este anunțată și au loc mai multe arestări. Înainte să părăsească orașul cu următorul tren, Macreedy îi oferă lui Doc Velie medalia lui Komoko, acesta simbolizând noua etapă din istoria așezării Black Rock.

## Distribuție
- Spencer Tracy - John J. Macreedy
- Robert Ryan - Reno Smith
- Anne Francis - Liz Wirth
- Dean Jagger - șeriful Tim Horn
- Walter Brennan - Doc Velie
- John Ericson - Pete Wirth
- Ernest Borgnine - Coley Trimble
- Lee Marvin - Hector David
- Russell Collins - Dl. Hastings
- Walter Sande - Sam, proprietarul restaurantului

Distribuția filmului a inclus trei câștigători ai premiului Oscar, un fost nominalizat la premiul Oscar și un viitor câștigător al Globului de Aur. Brennan (1936, 1938, 1940), Jagger (1950) și Tracy (1938, 1939) câștigaseră toți premii Oscar. Ryan (1948) fusese nominalizat pentru unul. În anii următori, Borgnine (1956) și Marvin (1965) au câștigat ambii premiul Oscar și Francis (1965) a câștigat un premiu Globul de Aur.